# Armin Đerlek
Armin Đerlek (in serbo Армин Ђерлек?; Novi Pazar, 15 luglio 2000) è un calciatore serbo, centrocampista svincolato.

## Caratteristiche tecniche
Centrocampista dotato di uno stile di gioco molto dinamico, trova la sua collocazione ideale come trequartista ma la buona visione di gioco gli permette di essere impiegato anche come playmaker. Per il suo stile di gioco e le movenze, viene paragonato al concittadino Adem Ljajić.

## Carriera

### Club
Dopo gli esordi con alcune squadre locali di Novi Pazar, nel 2015 è stato acquistato dall'OFK Belgrado che lo ha inserito nel proprio settore giovanile. Nel 2017 si svincola al termine di una disputa contrattuale passando a parametro zero al Partizan.
Esordisce in prima squadra il 18 febbraio 2018 giocando l'incontro di Superliga vinto 2-1 contro lo Mladost Lučani. La sua prima rete arriva nella stagione successiva, quando il 26 settembre segna il gol del momentaneo 2-0 nel match di Kup Srbije vinto 2-1 contro il Kolubara.

## Statistiche
Statistiche aggiornate al 26 gennaio 2019.

### Presenze e reti nei club
| Stagione        | Squadra         | Campionato      | Campionato | Campionato | Coppe nazionali | Coppe nazionali | Coppe nazionali | Coppe continentali | Coppe continentali | Coppe continentali | Altre coppe | Altre coppe | Altre coppe | Totale | Totale | Totale |
| Stagione        | Squadra         | Comp            | Pres       | Reti       | Comp            | Pres            | Reti            | Comp               | Pres               | Reti               | Comp        | Pres        | Reti        | Pres   | Reti   |        |
| --------------- | --------------- | --------------- | ---------- | ---------- | --------------- | --------------- | --------------- | ------------------ | ------------------ | ------------------ | ----------- | ----------- | ----------- | ------ | ------ | ------ |
| 2017-2018       | Partizan        | SL              | 10         | 0          | CS              | 4               | 0               |                    | -                  | -                  |             | -           | -           | 14     | 0      |        |
| 2018-2019       | Partizan        | SL              | 12         | 0          | CS              | 3               | 1               | UEL                | 3                  | 0                  |             | -           | -           | 18     | 1      |        |
| Totale carriera | Totale carriera | Totale carriera | 22         | 0          |                 | 7               | 1               |                    | 3                  | 0                  |             | -           | -           | 32     | 1      |        |

## Palmarès
- Coppa di Serbia: 1

Partizan: 2018-2019